# تامبورا
تامبورا (بالإنجليزية: Tambora)‏ موجودات أنثوية بلا رؤوس في الأساطير الاسترالية تجرالرجال إلى کهفها المظلم.